# 21822 Degiorgi
21822 Degiorgi (tên chỉ định: 1999 TX36) là một tiểu hành tinh vành đai chính. Nó được khám phá thông qua Chương trình nghiên cứu đối tượng gần Trái Đất của đài thiên văn Lowell ở Anderson Mesa Station ở Coconino County, Arizona, ngày 15 tháng 10 năm 1999. Nó được đặt theo tên Ennio de Giorgi, an Italian nhà toán học of the 20th century.